# درة حوض (كرتشمبو الجنوبي)
درة حوض (بالفارسية: دره حوض) هي قرية تقع في إيران في قسم کرتشمبو الجنوبي الريفي. يقدر عدد سكانها بـ 141 نسمة بحسب إحصاء 2016.